# Alekszandr Pavlovics Brjullov
Alekszandr Pavlovics Brjullov (oroszul: Александр Павлович Брюллов; Szentpétervár, 1798. november 19. – Szentpétervár, 1877. január 9.) orosz építész, szobrász és festő. Öccse Karl Pavlovics Brjullov festőművész.

## Életpályája
Képzőművész családban született, édesapja Paul Bruleau, (1760–1833) francia, hugenotta szobrász és festőművész, volt aki 1773-ban telepedett le családjával Oroszországban. Öccsével együtt jártak a szentpétervári Cári Művészeti Akadémiára. Állami költségen hat évre Nyugat-Európába ment tapasztalatokat gyűjteni, járt Itáliában, Németországban, Franciaországban és Angliában. A párizsi Sorbonne-on építészettörténetet hallgatott és mechanikai tanfolyamot végzett.
A 19. század eleji klasszicizmus hagyományait folytatta az Orosz Birodalomban, de az angol gótika is hatott rá. Az építészet terén volt tevékenysége legtermékenyebb és legkiemelkedőbb. Nevezetes alkotása a Pétervári Palota tér építészeti együttese, a Szent Péter és Szent Pál Evangélikus templom, a Mihajlovszkij-színház és a Pulkovói Obszervatórium. 1832-től 1957-ig mint megválasztott professzor tanított képzőművészetet a szentpétervári Cári Művészeti Akadémián.
Alekszandr Pavlovics Brjullov tervezte azt a monumentális emlékművet, amelyet 1848-ban Kulikovóban a híres 1380-as kulikovói csata emlékére emeltek, mely csatában az orosz seregek először arattak jelentős győzelmet az Arany Horda csapatai felett.
A festészet terén is eredményesen működött, kiemelkedőek akvarelljei, amelyeken portrékat és tájképeket ábrázol.

## Építészet, szobrászat (válogatás)

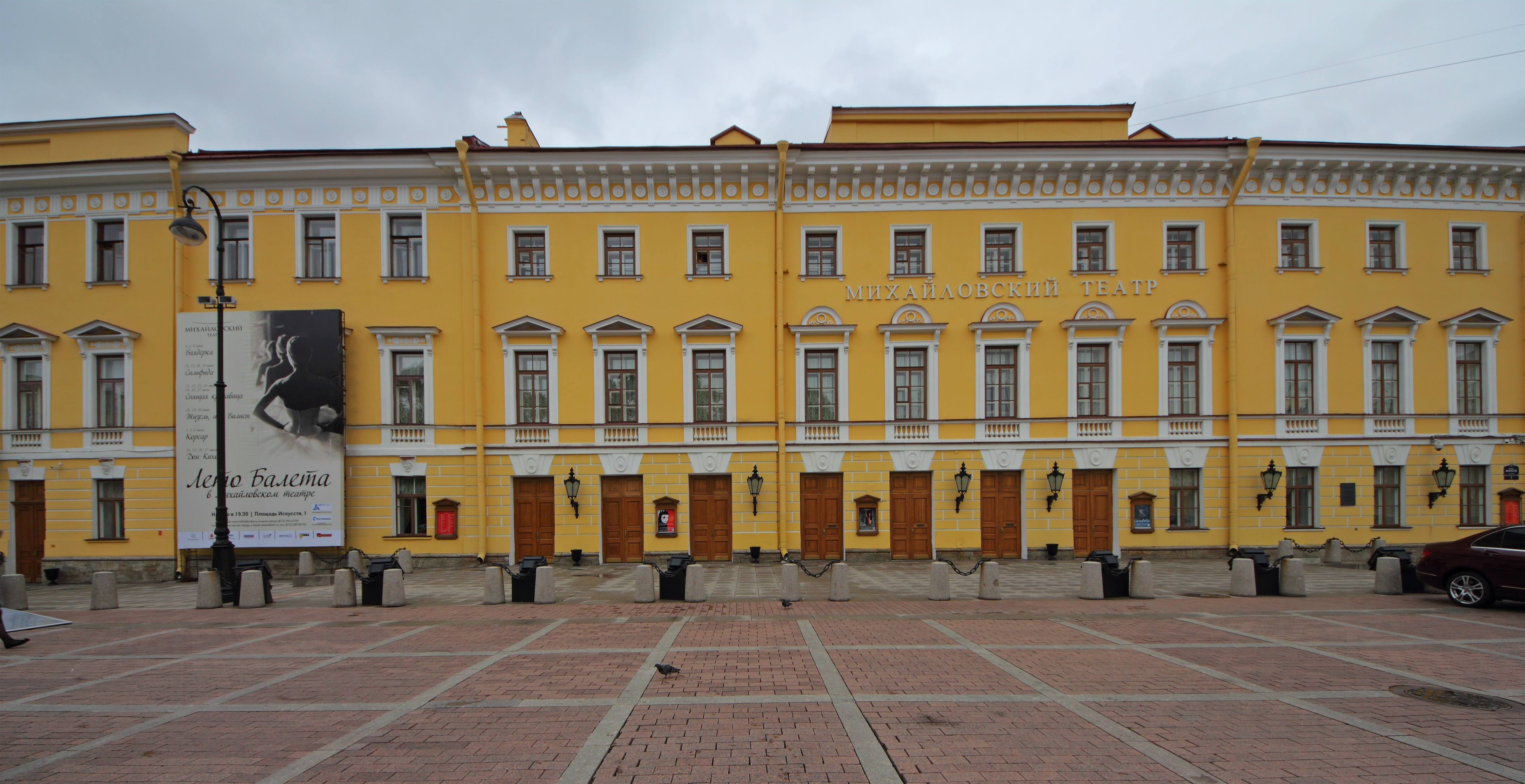
Mihajlovszkij-színház
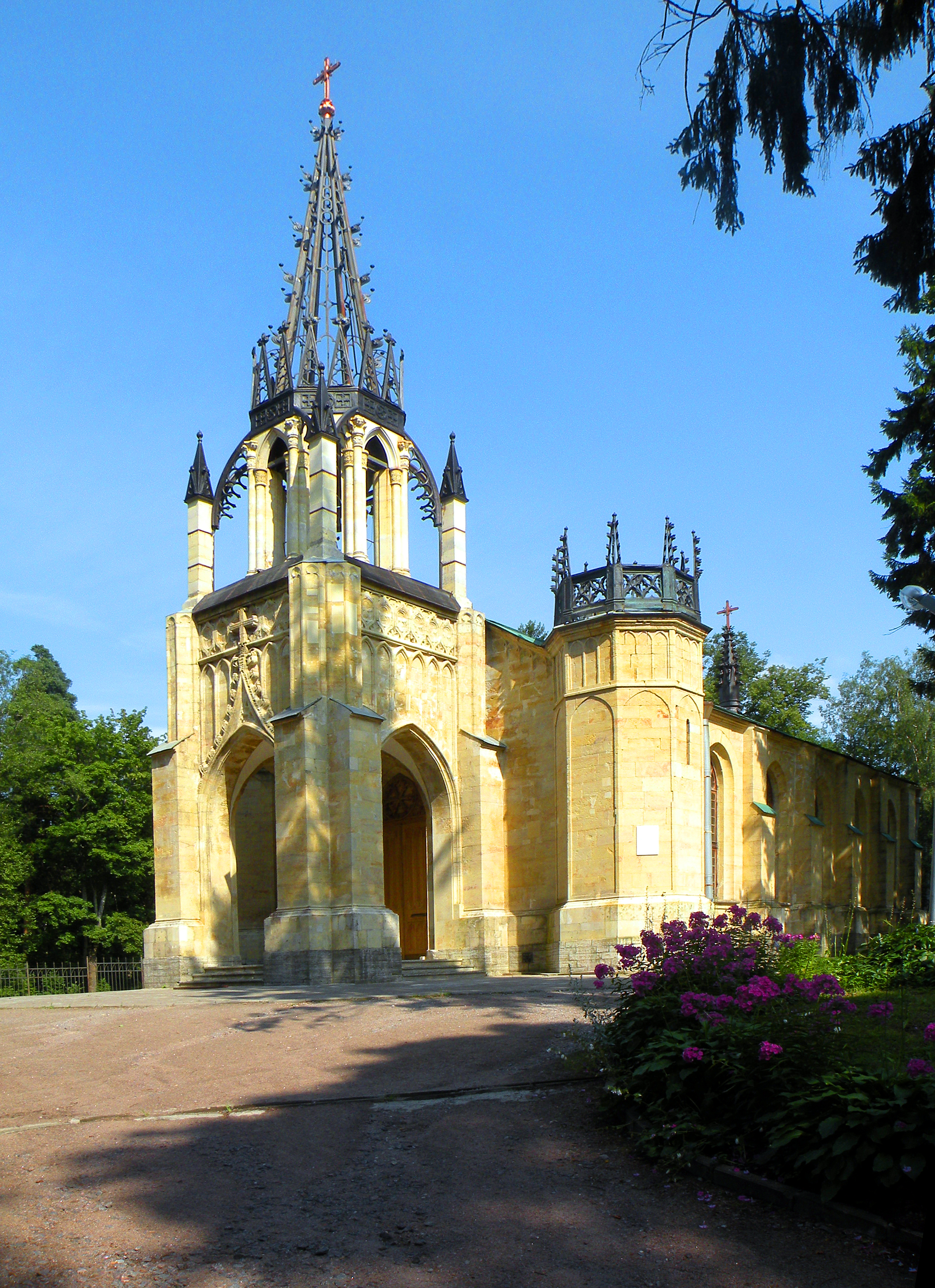
Szent Péter és Szent Pál evangélikus templom
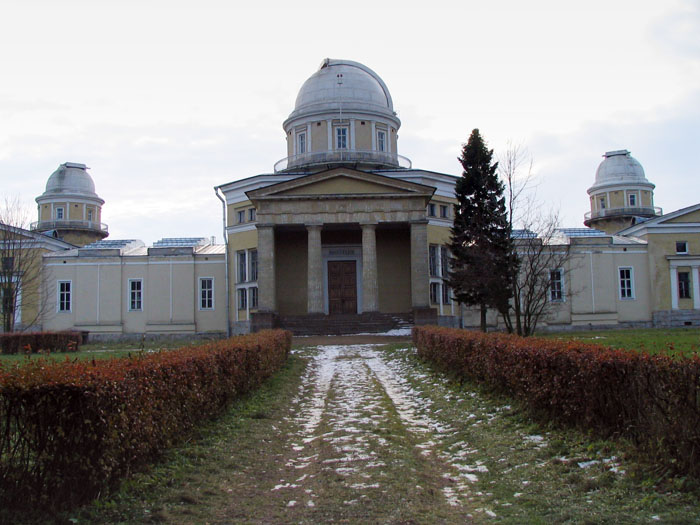
Pulkovói Obszervatórium
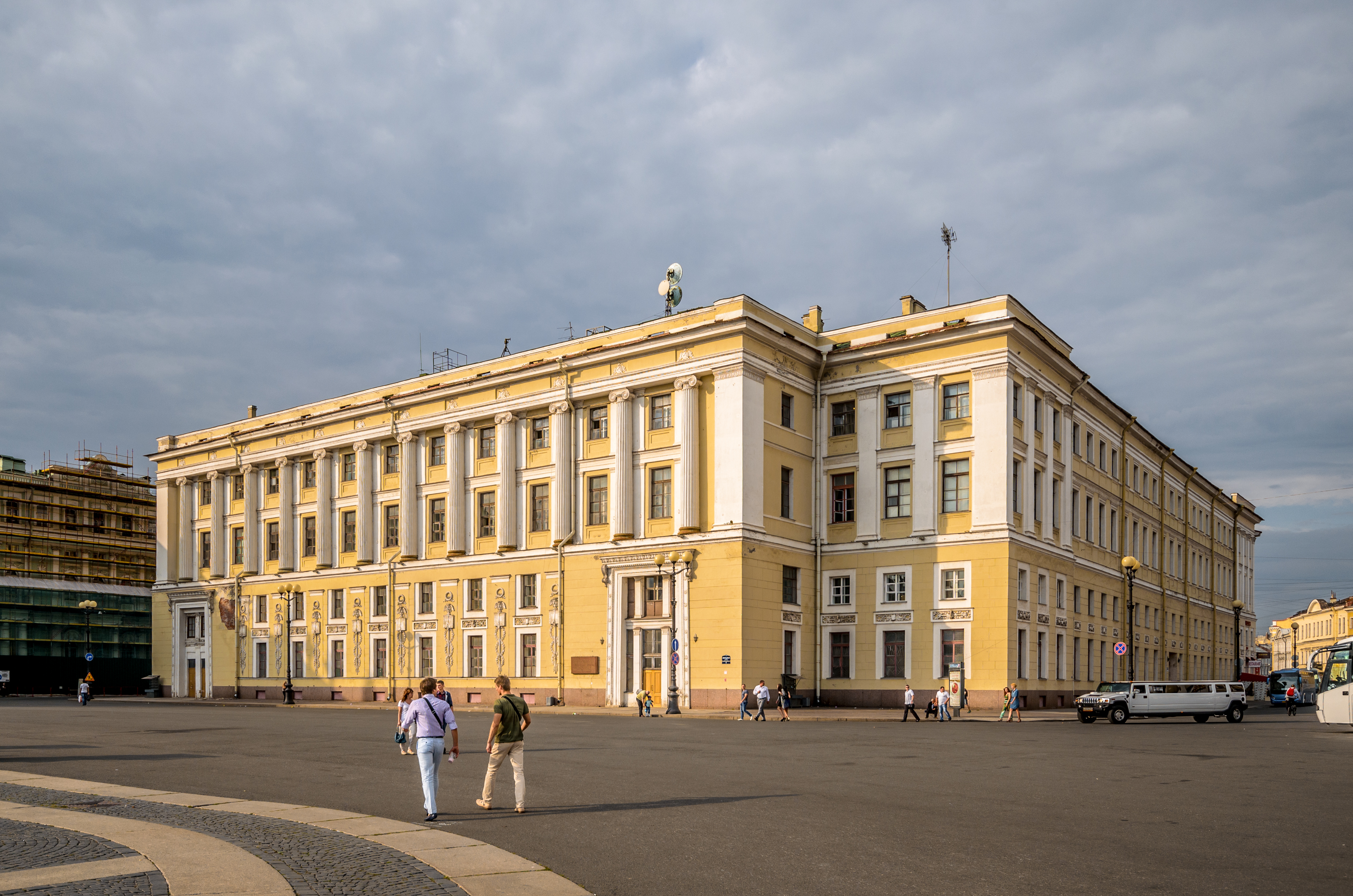
A pétervári cári testőr hadtest parancsnokságának épülete
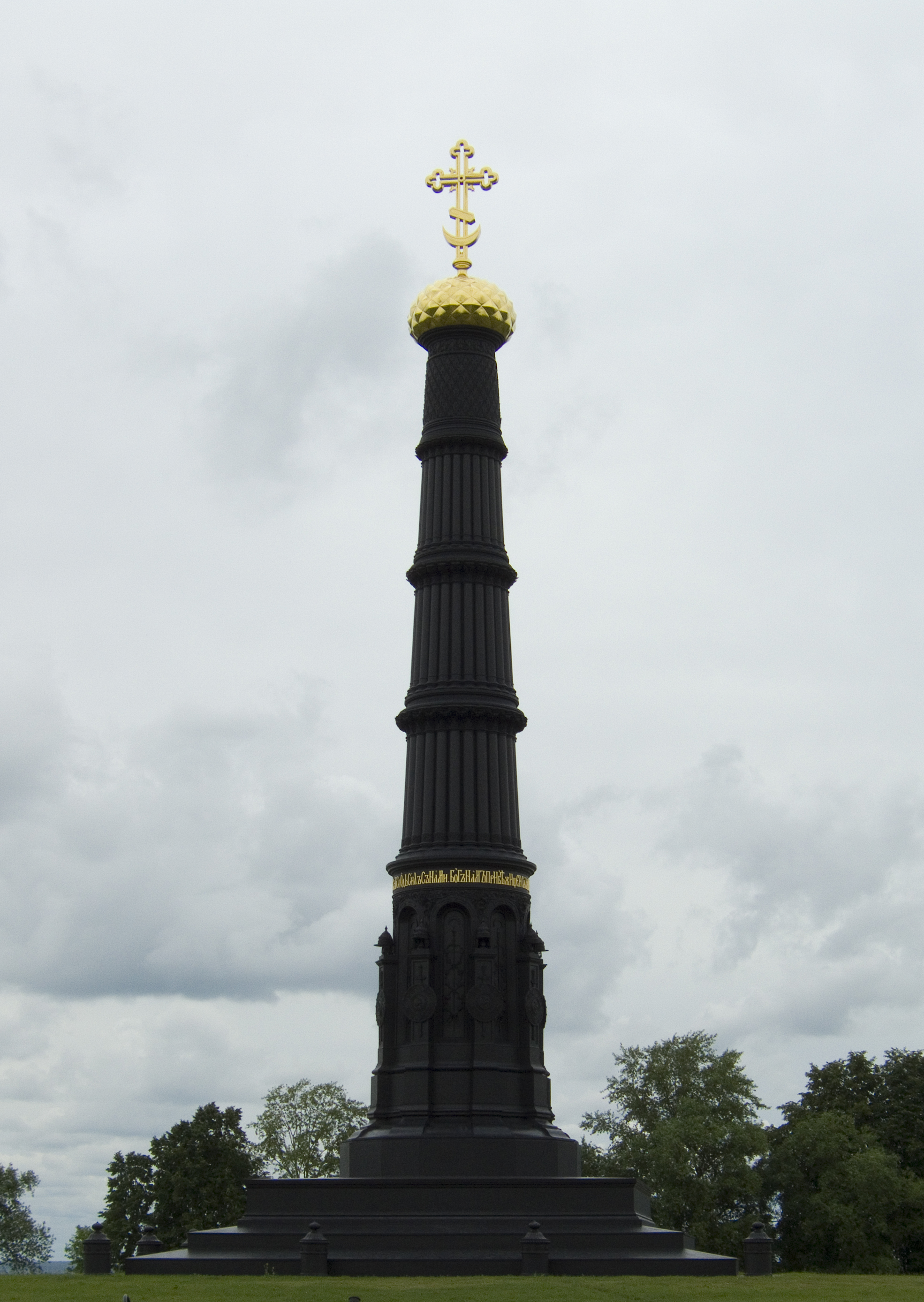
A kulikovói csata emlékműve

## Akvarellek (válogatás)

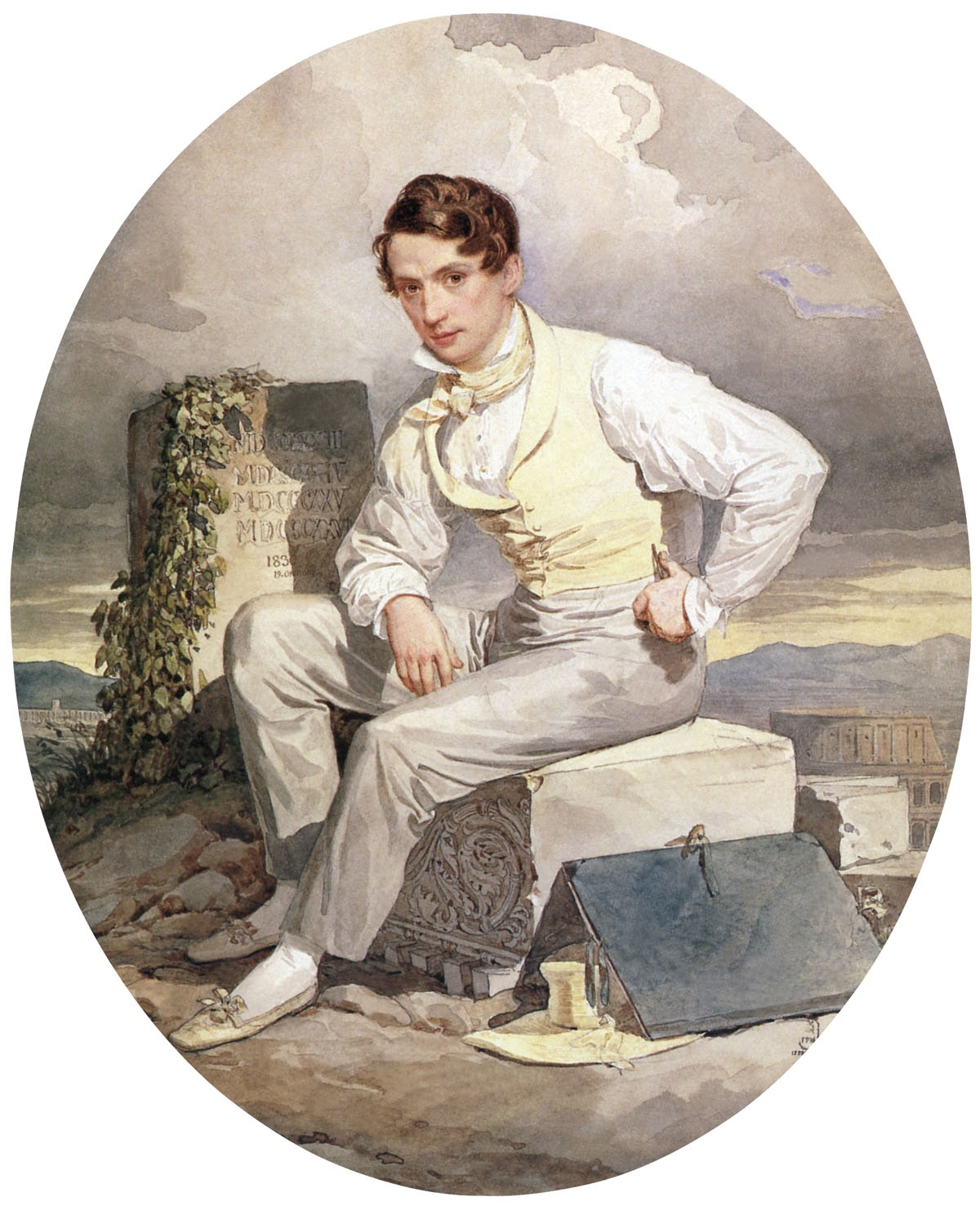
Önarckép (1830)
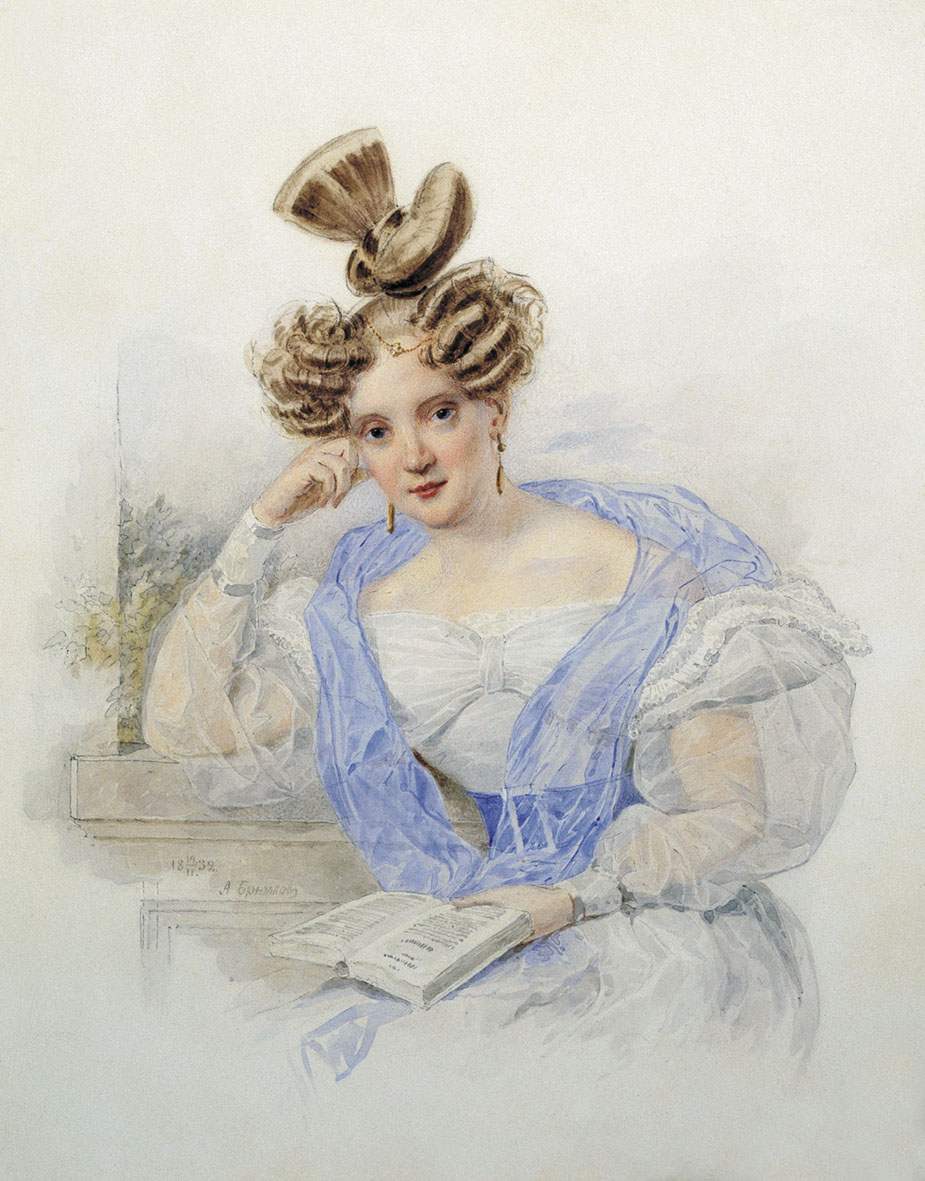
Fiatal hölgy portréja könyvvel 1839
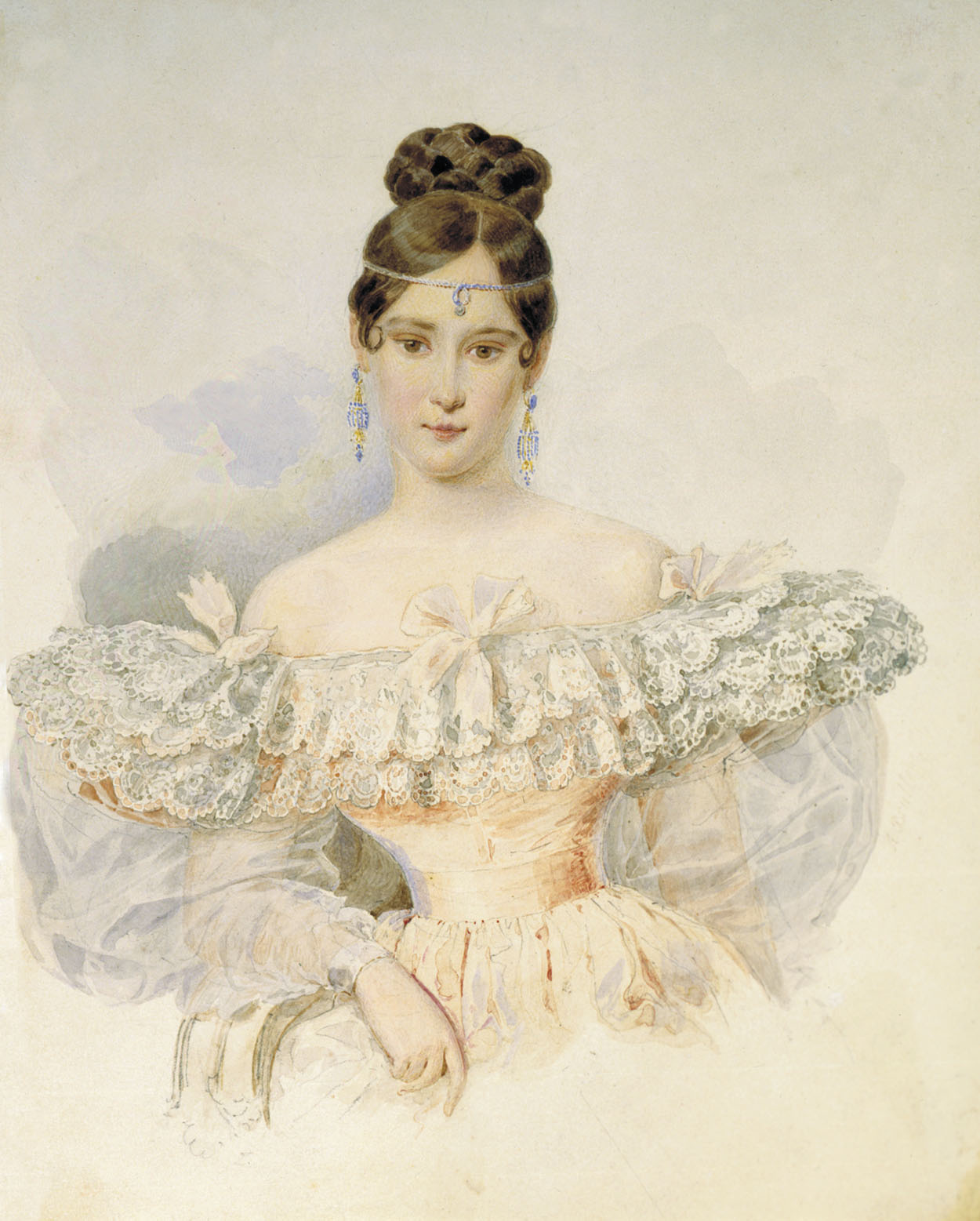
Natalja Puskina (1831)
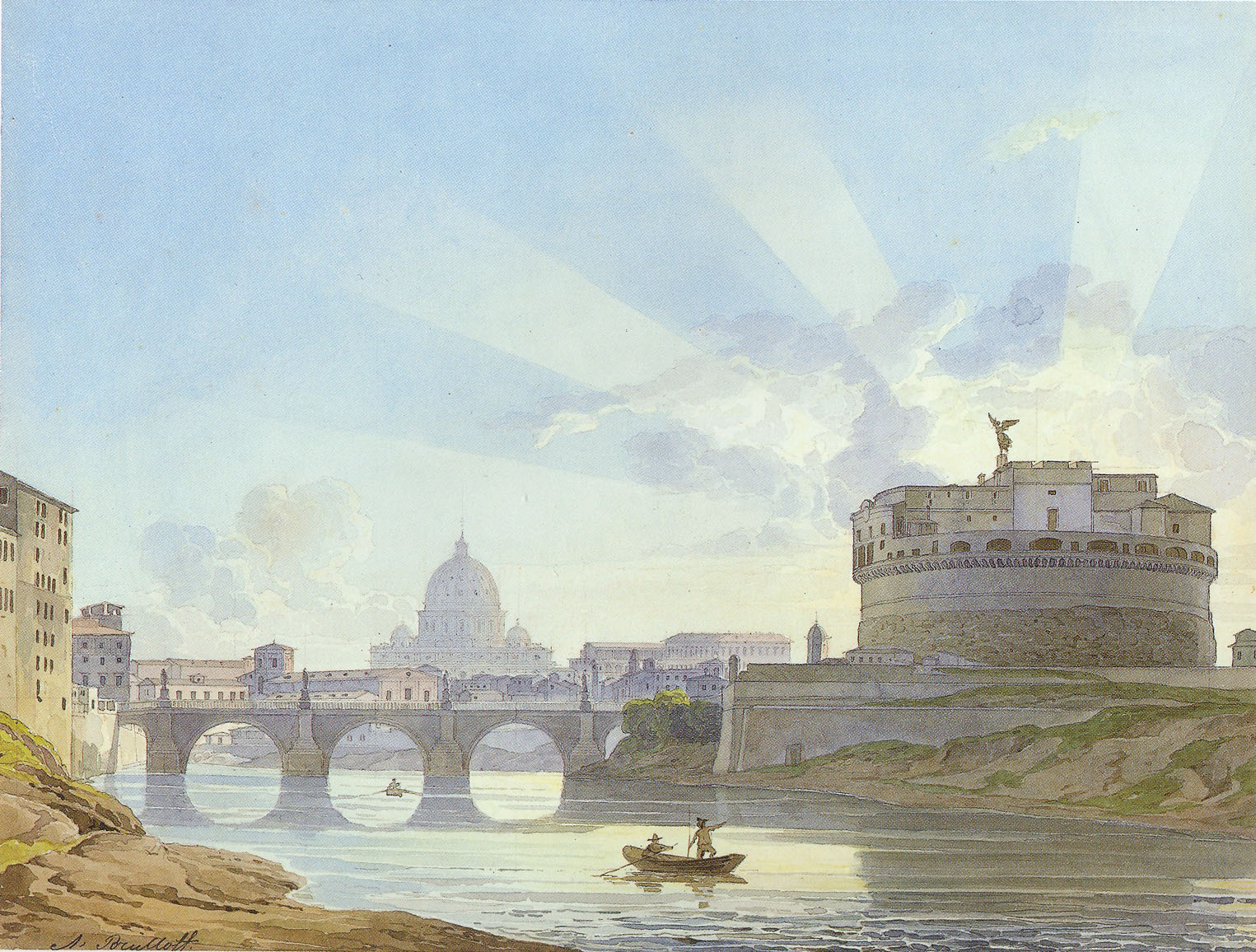
Rálátás az Angyalvárra, Róma (1823-1826)
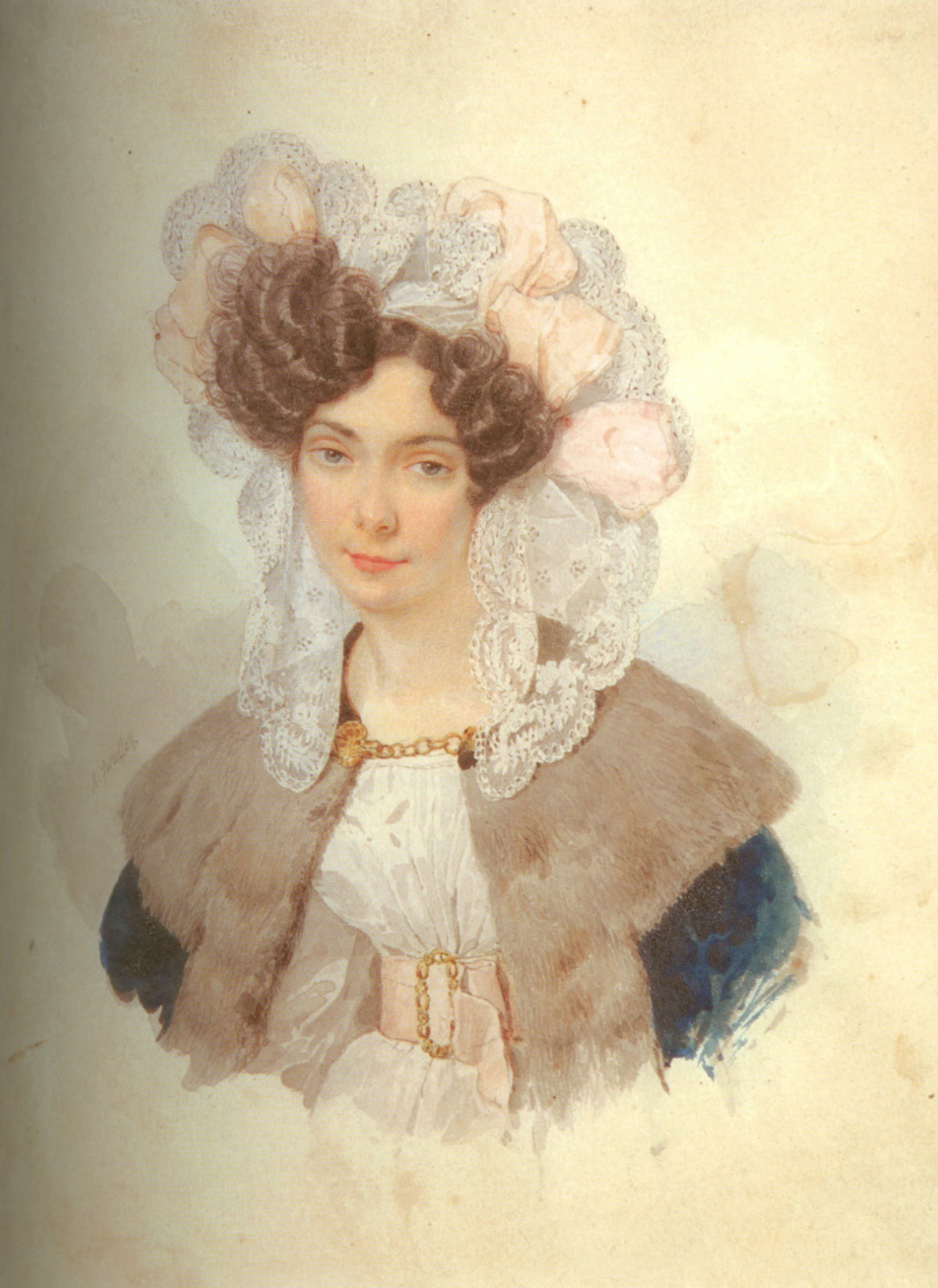
A művész feleségének portréja (1830)
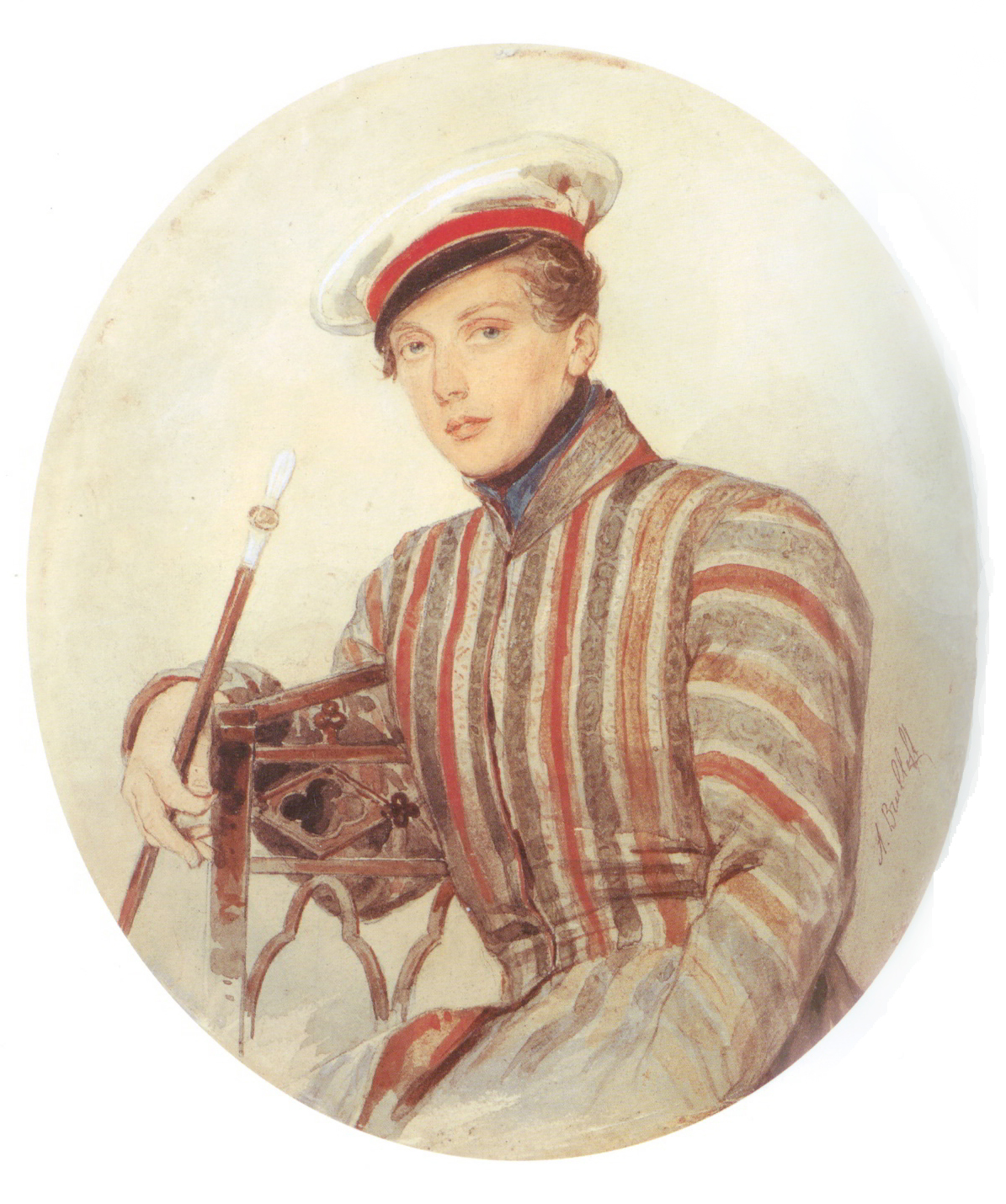
A. A. Szuvorov nagyherceg portréja